# Saint-Pardoux-les-Cards
Saint-Pardoux-les-Cards är en kommun i departementet Creuse i regionen Nouvelle-Aquitaine i de centrala delarna av Frankrike. Kommunen ligger i kantonen Chénérailles som tillhör arrondissementet Aubusson. År 2022 hade Saint-Pardoux-les-Cards 289 invånare.

## Befolkningsutveckling
Antalet invånare i kommunen Saint-Pardoux-les-Cards
Referens:INSEE